# Кеннет Маккензі
Кеннет Франклін Маккензі-молодший (англ. Kenneth Franklin McKenzie Jr.; нар. 1956 або 1957, Бірмінгем, Алабама) — американський воєначальник, генерал корпусу морської піхоти США (2019), командувач Центрального Командування ЗС США (з 2019 р.). Учасник війн в Іраку та Афганістані.

## Біографія
Військова кар'єра
- 8 червня 1979 — другий лейтенант
- 1 червня 1981 — перший лейтенант
- 1 лютого 1985 — капітан
- 1 вересня 1989 — майор
- 5 жовтня 1995 — підполковник
- 8 жовтня 2001 — полковник
- 1 липня 2007 — бригадний генерал
- 5 березня 2011 — генерал-майор
- 3 червня 2014 — генерал-лейтенант
- 15 березня 2019 — генерал

Кеннет Франклін Маккензі-молодший народився у Бірмінгемі, штат Алабама. У 1979 році був прийнятий на службу до Корпусу підготовки офіцерів військово-морського резерву в Цитаделі. Маккензі має ступінь магістра історії в Національному університеті оборони. Він з відзнакою закінчив командно-штабний коледж морської піхоти та школу передових бойових дій.
Як піхотний офіцер, Маккензі мав командування 1-м батальйоном, 6-м батальйоном морської піхоти, був командиром 22-го експедиційного загону морської піхоти, яким він керував під час ведення бойових дій як в Іраку, так і в Афганістані. Він також був військовим секретарем двох комендантів морської піхоти.
Маккензі також посідав посаду заступника директора з операцій Національного військового командного центру в Пентагоні. Продовжував службу на керівних посадах у Міжнародних силах сприяння безпеці в Афганістані, був директором зі стратегії, планів і політики Центрального командування Сполучених Штатів. 2019 році призначений командувачем Центрального командування ЗС Сполучених Штатів.
У жовтні 2019 року, як командир CENTCOM, Маккензі керував успішним рейдом підрозділу спецоперацій в Сирії, що проводився з метою ліквідації або захоплення тодішнього лідера Ісламської держави Абу Бакра аль-Багдаді, а також виведенням і скороченням американських військ з Іраку в 2020—2021 роках. Під час виведення військ з Афганістану в 2020—2021 рр. Маккензі замінив генерала Остіна «Скотта» Міллера на посаді керівника збройних сил США та НАТО в Афганістані після відставки останнього 12 липня 2021 р.